# Правила футболу
Футбольні правила — правила гри у футбол, за якими проходять футбольні змагання.

## Поточні правила
Остання редакція правил (1 липня 2009 року) містить 17 пунктів.
- Правило 1: Поле для гри
- Правило 2: М'яч
- Правило 3: Кількість гравців
- Правило 4: Екіпірування гравців
- Правило 5: Арбітр
- Правило 6: Інші офіційні особи матча
- Правило 7: Тривалість гри
- Правило 8: Початок і відновлення гри
- Правило 9: М'яч у грі та поза грою
- Правило 10: Визначення взяття воріт
- Правило 11: Положення «поза грою»
- Правило 12: Порушення і недисциплінована поведінка гравців
- Правило 13: Штрафний і вільний удари
- Правило 14: 11-метровий удар (пенальті)
- Правило 15: Вкидання м'яча
- Правило 16: Удар від воріт
- Правило 17: Кутовий удар

## Історія

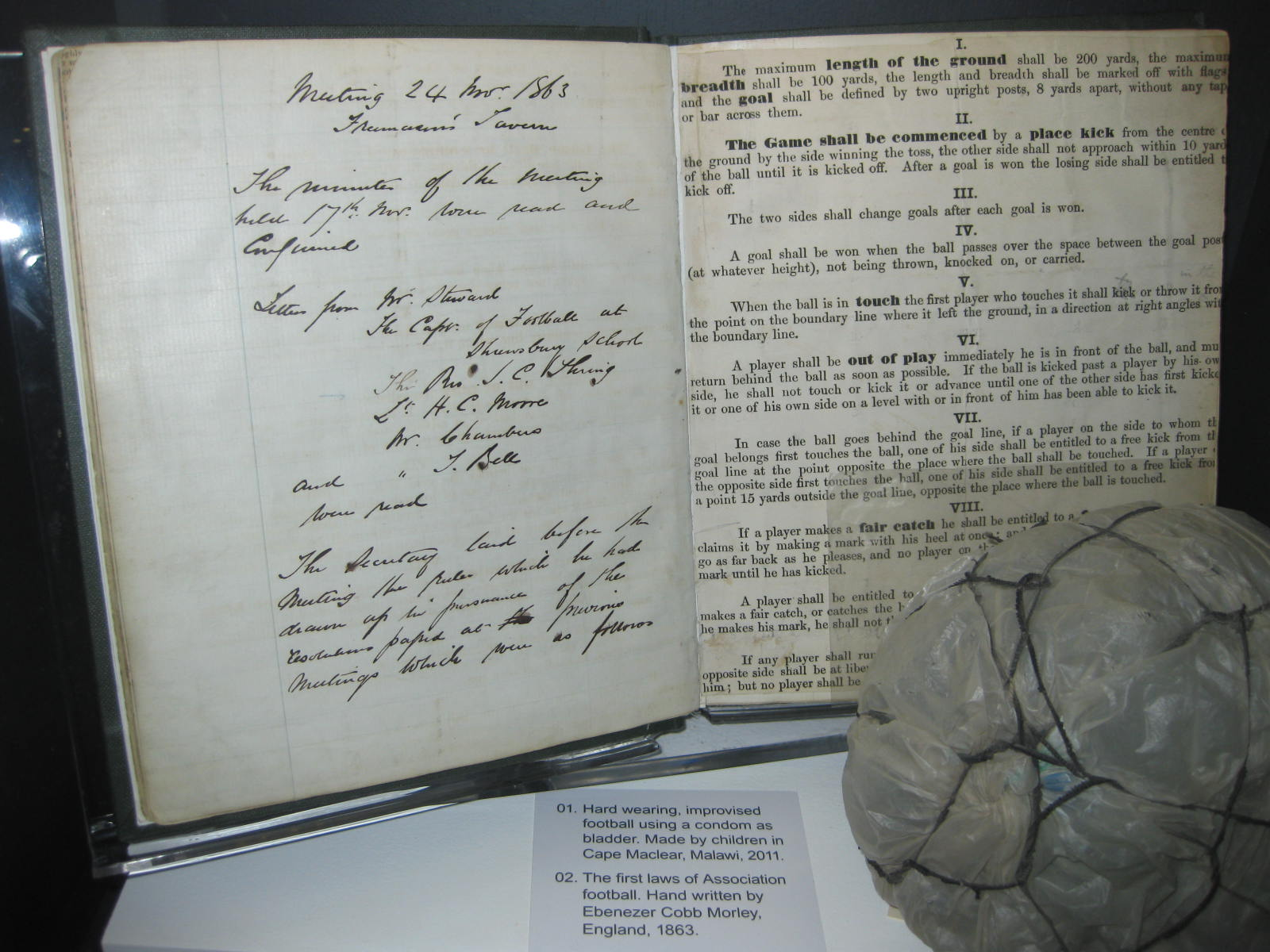
Перша чернетка 1863-го року Правил футболу

Вперше правила були введені 7 грудня 1863 року Англійською футбольною асоціацією. Базувались правила на придуманих в Кембриджському університеті положеннях гри.
Футбольні правила, за якими проводяться матчі, не знаходяться в повній юрисдикції ФІФА. Правила встановлює орган під назвою Міжнародна Рада Футбольних Асоціацій (англ. IFAB — International Football Association Board). ФІФА має 50% представництва в ньому (чотири місця), інші чотири місця належать представникам футбольних асоціацій Англії, Шотландії, Уельсу і Північної Ірландії, в знак вшанування неоцінимого внеску британців у створення і розвиток футболу. Сучасні правила в своїй основі були прийняті 1997 року і з того часу піддавались лише незначним змінам.

## В Україні
Перший збірник футбольних правил українською мовою вийшов друком 10 серпня 1900 року у Львові. Книжка мала назву Копана (Association Football), її автором був діяч сокільського руху Володимир Лаврівський.